# Episodi di The Equalizer (serie televisiva 2021) (prima stagione)
La prima stagione della serie televisiva The Equalizer, composta da 10 episodi, è stata trasmessa in prima visione assoluta negli Stati Uniti d'America su CBS dal 7 febbraio al 23 maggio 2021. 
In Italia la stagione è stata trasmessa su Sky Investigation, canale a pagamento della piattaforma satellitare Sky, dal 1º ottobre al 29 ottobre 2021. In chiaro è stata trasmessa sul 20 dal 10 agosto 2022 .
| nº | Titolo originale          | Titolo italiano | Prima TV USA     | Prima TV Italia |
| -- | ------------------------- | --------------- | ---------------- | --------------- |
| 1  | The Equalizer             | Episodio 1      | 7 febbraio 2021  | 1º ottobre 2021 |
| 2  | Glory                     | Episodio 2      | 14 febbraio 2021 | 1º ottobre 2021 |
| 3  | Judgment Day              | Episodio 3      | 21 febbraio 2021 | 8 ottobre 2021  |
| 4  | It Takes a Village        | Episodio 4      | 28 febbraio 2021 | 8 ottobre 2021  |
| 5  | The Milk Run              | Episodio 5      | 28 marzo 2021    | 15 ottobre 2021 |
| 6  | The Room Where It Happens | Episodio 6      | 4 aprile 2021    | 15 ottobre 2021 |
| 7  | Hunting Grounds           | Episodio 7      | 2 maggio 2021    | 22 ottobre 2021 |
| 8  | Lifeline                  | Episodio 8      | 9 maggio 2021    | 22 ottobre 2021 |
| 9  | True Believer             | Episodio 9      | 16 maggio 2021   | 29 ottobre 2021 |
| 10 | Reckoning                 | Episodio 10     | 23 maggio 2021   | 29 ottobre 2021 |

## Episodio 1
- Titolo originale: The Equalizer
- Diretto da: Liz Friedlande
- Scritto da: Terri Edda Miller e Andrew W. Marlowe

### Trama
Robyn McCall è, per tutti, una donna divorziata, madre di un adolescente e senza lavoro. Si è presa una pausa per riorganizzare la sua vita e dedicarsi alla famiglia. La sua vera natura, però, è quella di aiutare gli altri. Avendo capacità, contatti e formazione, non si può tirare indietro quando vede una ragazza sola in un lunapark, preda di quattro malintenzionati. Quindi interviene e rientra nel gioco.

## Episodio 2
- Titolo originale: Glory
- Diretto da: Liz Friedlande
- Scritto da: Terri Edda Miller e Andrew W. Marlowe

### Trama
Hai un problema? Hai tutto contro? Io posso aiutarti!
Alya rientra dal lavoro, la casa è a soqquadro, la sorella malmenata e legata dai rapitori del figlio. Disperata decide di contattare l'autore dell'offerta di aiuto in quanto i rapitori vogliono che sottragga dalla cassaforte del suo datore di lavoro, l'agente speciale FBI Frank Sadler, dei documenti classificati.
Il post di Robyn però ha attirato anche l'attenzione della CIA che la rivuole operativa. Per continuare la sua attività deve quindi dettare le sue condizioni.

## Episodio 3
- Titolo originale: Judgment Day
- Diretto da: Slick Naim
- Scritto da: Erica Shelton Kodish

### Trama
Dale Oldridge evade di prigione con l'aiuto del suo amico ed ex compagno di cella Tommy Venti. Quando quest'ultimo viene ucciso, l'avvocato di Dale contatta Anonymus per provare l'innocenza del suo cliente e riabilitare il suo nome. 

## Episodio 4
- Titolo originale: It Takes a Village
- Diretto da: Randall Zisk
- Scritto da: Joseph C. Wilson

### Trama
Malcom è attivo nel quartiere per combattere gli immobiliaristi che vogliono liquidare i residenti storici per riqualificarlo.
Quando viene rinvenuto il suo cadavere, la sua migliore amica chiede aiuto, convinta che non si tratti di un suicidio.

## Episodio 5
- Titolo originale: The Milk Run
- Diretto da: Peter Leto
- Scritto da: Keith Eisner

### Trama
Un ricercatore Inglese è scomparso. MI6 chiede alla CIA di ritrovarlo e riportarlo a casa. Robyn viene quindi chiamata in azione, ma la vicenda è più intricata del previsto. L'Università ha sospeso il docente e la sua borsa di studio di ricerca è stata sospesa. 

## Episodio 6
- Titolo originale: The Room Where It Happens
- Diretto da: Stephanie Marquardt
- Scritto da: Zoe Robyn

### Trama
Maya Ruiz si è ritirata dal College e esce sempre meno di casa. Il padre preoccupato chiama Robyn nella convinzione che qualcuno la stia ricattando dopo il suo tirocinio presso la campagna elettorale della candidata sindaco Sinead Keller. La situazione precipita quando Maya tenta il suicidio.

## Episodio 7
- Titolo originale: Hunting Grounds
- Diretto da: Christine Moore
- Scritto da: Joe Gazzam

### Trama
Le attività del giustiziere giungono alle orecchie della procuratrice distrettuale. Preoccupata per le imminenti elezioni da il via alla caccia all'uomo.
Ma Mia è scomparsa quindi Robyn si attiva per riportarla a casa. Nel corso dell'indagine però perde la fiducia del Detective Dante che non apprezza i suoi metodi convincendosi che vada fermata.

## Episodio 8
- Titolo originale: Lifeline
- Diretto da: Randall Zisk
- Scritto da: Joseph C. Wilson

### Trama
Una coppia viene fermata in Francia per un controllo di routine. L'uomo viene ucciso da uno degli agenti, la fidanzata riesce a scappare e contatta Robyn con il numero di emergenza della CIA. 

## Episodio 9
- Titolo originale: True Believer
- Diretto da: Laura Belsey
- Scritto da: Keith Eisner

### Trama
Elias rientra a casa ricoperto di sangue. Quando la moglie rinviene un coltello e una maglietta insanguinata chiede aiuto a Robyn. La famiglia è in bancarotta dopo che Elias ha perso il lavoro e un dei figli è stato ricoverato in ospedale, ma lui ha continuato ad uscire per andare al lavoro.
Robyn si confida con Zia V per rassicurala sul suo operato. 

## Episodio 10
- Titolo originale: Reckoning
- Diretto da: Benny Boom
- Scritto da: Joseph C. Wilson

### Trama
Delilah, la figlia di Robyn, marina la scuola con alcuni compagni. Mentre stanno passeggiando per il quartiere rimangono coinvolti in una sparatoria e uno dei ragazzi rimane accidentalmente ferito. Robyn inizia ad indagare per assicurare i colpevoli alla giustizia. 
Il Detective Dante si reca in prigione dal padre per confrontarsi con lui sulla sua caccia al giustiziere.